# Ожогино (Смоленская область)
Ожо́гино — деревня в Демидовском районе Смоленской области России. Входит в состав Закрутского сельского поселения. По состоянию на 2007 год постоянного населения не имеет. 
Расположена в северо-западной части области в 13 км к северо-западу от Демидова, в 1,5 км восточнее автодороги Р133 Смоленск — Невель, на берегу реки Великая. В 57 км южнее деревни расположена железнодорожная станция Голынки на линии Смоленск — Витебск.
В деревне родился Герой Советского Союза Пётр Кондратенко.

## История
В годы Великой Отечественной войны деревня была оккупирована гитлеровскими войсками в июле 1941 года, освобождена в сентябре 1943 года.